# Pokolj u Suvoj Reci
Pokolj u Suvoj Reci (albanski: Masakra e Suharekës) je masovno ubojstvo albanskih civila koje je počinila srpska policija 26. ožujka 1999. u Suvoj Reci, na Kosovu, tijekom NATO bombardiranja. Ubijeno je 48 članova obitelji Berisha (spski Beriša), među kojima veliki broj žena, staraca i djece.
Radi prikrivanja zločina, srpske vlasti su organizirale prevoženje tijela žrtava do beogradskog predgrađa Batajnica, gdje su sahranjena u masovne grobnice. Nakon svrgavanja Slobodana Miloševića masovne grobnice su otkrivene, a Suva Reka je prvi slučaj suđenja u Srbiji za ratne zločine na Albancima u Kosovskom ratu (1996-1999).

## Pokolj
U malom kosovskom selu Suva Reka dana 26. ožujka 1999. godine, pripadnici Posebnih jedinica srpske policije i Policijske stanice Suva Reka, su izbacili iz kuće i prisilno uveli u jednu pizzeriju ("Calabria") pedesetak članova obitelji Berisha, uglavnom žena, djece i staraca. Žrtve su nakon toga poubijali hicima iz puški, strojnica i na kraju bacanjem ručnih bombi. Prilikom iznošenja leševa iz pizzerije srpska policija je ubijala one koji su i dalje pokazivali znakove života. Taj pokolj su, teško ranjene, preživjele dvije žene - Shyhreta i Vjolca Berisha, koje su svojim očima gledale kako im ubijaju djecu. Njih dvje su se primirile među mrtvima, pretvarajući da su i one mrtve. S ostalim mrtvima ubacili su ih u kamion da bi ih odnijeli i bacili u masovnu grobnicu. One su iskočile iz kamiona u pokretu, a preživjela Shyhrete je kasnije i svjedočila na sudu.
Ukupno je utvrđeno 48 žrtava pokolja u Suvoj Reci, a među njima i mnogo djece. U ovoj tragediji je nastradalo osamnaestero djece, a najmlađi je bio Eron Berisha od devet mjeseci. Sve žrtve pripadaju obitelji Berisha. Human Right Watch smatra da su članovi obitelji Berisha ciljani zbog njihove suradnje s Verifikacijskom misijom OEBS-a na Kosovu (KVM). Naime, uoči NATO-vog bombardiranja, obitelj Berisha u Suvoj Reci je iznajmljivala dvije kuće OEBS-u.

## Uklanjanje leševa
Leševi članova obitelji Berisha su prvo kamionom odveženi do Prizrena, gdje su tajno sahranjeni. Tijela su bila sahranjena na poligonu za vježbe gađanja Specijalne antiterorističke jedinice (SAJ) u blizini Prizrena, koje nije otvoreno za javnost.
Nakon nekoliko dana radnici javnog poduzeća “Higijena” su reekshumirali ta tijela, utovarili ih u jednu hladnjaču i odvezli u nepoznatom pravcu. Kasnije se saznalo da su leševi izvađeni bagerom, natovareni u hladnjače i peveženi u užu Srbiju. Tijela žrtava su u organizaciji MUP-a Srbije kamionima dopremana na teren Centra za obuku Specijalnih antiterorističkih jedinica “13. maj” u Batajnici, predgrađu Beograda, i pokopana u masovne grobnice.

## Ekshumacije
U lipnju 1999. godine, pošto su se srpske snage povukle s Kosova, otkrivena je masovna grobnica na groblju u Suvoj Reci. Britanski tim forenzičara je izvršio iskopavanje ove grobnice i identificirao je tijela šestorice članova obitelji Berisha. Mjesec dana kasnije, u kolovozu 1999. godine, britanski tim forenzičara je također izvršio ekshumaciju grobnice na putu za Prizren koja je bila poznata kao streljački poligon. U toj grobnici na strelištu SAJ-a su pronađeni ostaci ljudskih tijela, zajedno s velikom količinom odjeće koja je identificirana kao odjeća onih koji su ubijeni u kafiću. Tim forenzičara je zaključio da je ova grobnica u međuvremenu bila reekshumirana i da je korištena mehanizacija tijekom tog postupka.
2001. godine ekshumacija je izvršena i na lokalitetu u Batajnici, u blizini objekta za obuku SAJ-a, koji je bio pod kontrolom Resora javne bezbjednosti Srbije. Između 12. i 26. lipnja 2001. godine, otprilike 37 tijela je pronađeno na tom lokalitetu. Pored tijela 13 muškaraca, pronađeni su i ostaci 14 žena, devetoro dece i nađen je jedan fetus od sedam do osam mjeseci.

## Suđenja
Zbog ovog zločina pred Međunarodnom sudu za ratne zločine počinjene na području bivše Jugoslavije su optuženi tadašnji predsjednik SRJ, Slobodan Milošević, predsjednik Srbije Milan Milutinović, potpredsjednik vlade SRJ Nikola Šainović, ministar unutarnjih poslova Srbije Vlajko Stojiljković i vojni i policijski generali Nebojša Pavković, Vladimir Lazarević, Dragoljub Ojdanić, Sreten Lukić i Vlastimir Đorđević. U pravosnažnoj presudi Međunarodnog suda za ratne zločine osuđenim srpskim političkim i vojnim vođama se kaže sljedeće:
Ispitivanje pokolja u Suvoj Reci pred srbijanskim pravosuđem je počelo tri godine nakon otkrivanja masovnih grobnica u Srbiji (prve su otkrivene 2001). Za naređivanje i ubojstvo članova obitelji Berisha optuženi su:
- Radoslav Mitrović, tadašnji zapovjednik 37. odreda posebnih jedinica policije (PJP)
- Radojko Repanović, zapovjednik policije u Suvoj Reci
- Nenad Jovanović, pomoćnik zapovjednika policije u Suvoj Reci
- Milorad Nišavić, pripadnik Resora državne bezbednosti
- Slađan Čukarić, Miroslav Petković i Zoran Petković, policajci iz Suve Reke.

Oni su optuženi da su streljali nekoliko starijih članova obitelji Berisha, a ostale muškarce, žene i djecu otjerali u obližnju pizzeriju "Calabrija" u koju su potom ubacili dvije ručne bombe. Poslije toga je pucano u žrtve starosti od jedne do sto godina, a pri iznošenju leševa iz pizzerije, optuženi su ubijali svakog tko je davao znake života.
Suđenje osmorici srpskih policajaca za ratni zločin prema civilnom stanovništvu u Suvoj Reci počelo je 2. listopada 2006. pred Vijećem za ratne zločine Okružnog suda u Beogradu.
Više od 100 svjedoka je saslušano tijekom suđenja, uključujući Shuretu Berishu, koja je preživjela pokolj iskočivši iz kamiona za prijevoz leševa. Haški sud je pomogao da Shureta Berisha prihvati poziv da svjedoči, a njeno saslušanje je bilo potresno i jako značajno. Ključni svjedoci Tužilaštva su bivši pripadnici policije, koji su detaljno opisali ubojstva albanskih civila i uklanjanje leševa iz Suve Reke. Pored njih je svjedočila i skupina Roma, maloljetnika i mlađih punoljetnih osoba u vrijeme događaja, koji su po zapovijedi vlasti utovarali leševe iz pizzerije Calabrija, gdje su članovi obitelji Berisha pobijeni. Srbi iz Suve Reke, koji su u vrijeme pokolja predstavljali lokalnu vlast, su uglavnom svjedočili da niko od njih ništa ne zna o zločinu nad obitelji Beriša, ničega se ne sjećaju i nisu se raspitivali "jer ih nisu interisirala ubojstva Albanaca".
Nakon trogodišnjeg suđenja, sud za ratne zločine je proglasio četiri bivša srpska policajca krivim za pokolj, osudivši dvojicu od njih na maksimalnu kaznu od 20 godina zatvora, jednog na 15 godina, i jednog na 13 godina.

## Reakcije
Beogradski Fond za humanitarno pravo smatra da presuda za Suvu Reku nije pravedna. Ova organizacija žestoko negoduje jer su Radoslav Mitrović, zapovjednik 37. odreda PJP i najviši po rangu među optuženima, i drugi osumnjičeni, oslobođeni optužbi, čime je ovaj pokolj okvalificiran kao "lokalni incident" usprkos punovažnoj presudi Međunarodnog suda o masovnim progonima i deportacijama. Beogradski Fond za humanitarno pravo ocjenjuje da Vrhovni sud Srbije nastavlja s praksom ukidanja prvostupanjskih osuđujućih presuda za ratne zločine, značajnim smanjenjem kazne osuđenima i potvrđivanjem oslobađajućih presuda optuženima, što navodi na sumnju u političku pozadinu tih odluka.
Srpskim tužitelj za ratne zločine je najavio žalbu na presude, posebno zbog toga što je oslobođen glavni osumnjičeni, zapovjednik specijalne policijske jedinice koja je obavila masakr. Suva Reka je prvi slučaj ratnih zločina u Srbiji povezan s otkrićem masovne grobnice nakon svrgavanja Slobodana Miloševića.
U Srbiji, policajce koji su se borili protiv Albanaca na Kosovu mnogi i dalje poštuju kao ratne heroje.

## Vanjske poveznice
- Masakr u Suvoj Reci (dosije)
- Suđenja za ratne zločine u Srbiji: Slučaj Suva Reka  Arhivirana inačica izvorne stranice od 24. ožujka 2011. (Wayback Machine)
- O suđenju Suva Reka: Od organizovanog zločina do organizovane laži
- Intervju: Hisni Beriša, predsednik Udruženja porodica ubijenih i nestalih u Suvoj reci  Arhivirana inačica izvorne stranice od 21. siječnja 2010. (Wayback Machine)
- Presuda za Suvu Reku nije pravična[neaktivna poveznica]